# 羅憲
羅 憲（ら けん）は、中国三国時代から西晋にかけての軍人。蜀漢・晋に仕えた。字は令則。 荊州襄陽郡の出身。父は羅蒙。兄は羅式。子は羅襲。甥は羅尚（羅式の子）。

## 正史の事跡
父は乱を避けて蜀に移住し、広漢太守となった。
羅憲は13歳にして文章を良く書き、早くに学問で名を知られた。譙周に師事し、門人からは子貢の如しと称された。「性は厳正、倦むことなく士を求め、財産を軽んじて施すことを好み、利殖を営まなかった（性格は極めて真面目で、積極的に才能のある人物を求め、財産を他人に快く与え、私腹を肥やす真似はしなかった。）」と評される。蜀に仕え、劉禅の即位時に太子舎人となり、ついで庶子・尚書吏部郎に移った。宣信校尉として呉に使いすること二度、呉人から称賛された。
当時、黄皓が蜀の実権を握っていた。しかし羅憲は黄皓に阿らなかったため、恨みを買って巴東太守に左遷され、巴東を都督していた閻宇の副将となった。魏が蜀を討つ(蜀漢の滅亡)と閻宇が召還されたため、羅憲が永安を守った。成都が陥落すると永安城要塞でも擾動が起こり、城を捨てて逃げる官吏が多発した。羅憲は「成都が混乱している」と言った者一人を斬り、民を安んじた。劉禅が降伏した事実を知ると、配下の将兵を伴い都亭に赴き、三日間喪に服した。呉は蜀の敗れた事を知ると、将軍の盛憲を派遣して西上させ、援軍を送ると見せかけて羅憲を攻撃しようとした。羅憲は「漢（蜀漢）の滅亡は呉の命運に関わることであるのに、呉は我が難を救わず、利益を求め盟約を違えようとする。既に漢は滅び、呉も永くは保たれないであろう」と言って巴東郡、永安要塞を堅守した。兵士たちがこの状況に動揺していたため、鎧を繕い、城壁を修復し、兵糧を集め、節義を説いて激励したところ、みな命令に従った。
呉の景元5年（264年）2月、魏の鍾会・鄧艾が死んだ事を知った孫休は、さらに撫軍将軍の歩協を差し向けた、羅憲は長江に臨んでこれを弓を射掛けて拒んだが防ぎきることができず、参軍楊宗に囲みを突破させ魏の安東将軍陳騫への使者として送り、司馬昭に蜀から受け取った印綬と息子を人質として送ることで降伏の意を示して援軍を要請した。その一方で、歩協が城に攻めかかると出撃してその軍を大いに破った。孫休は怒って鎮軍将軍の陸抗、征西将軍の留平、建平太守の盛曼らに兵3万を与えて永安城をさらに囲ませた。およそ半年の間、魏の援軍は至らず、また城内の者の大半が疫病に罹った。ある者が羅憲に脱出の策を説いたが、羅憲は「人主とは民が仰ぎ見る者であり、危急に臨んで民をよく安んぜず捨て去ることは、君子のなすところではない」として容れなかった。司馬昭は胡烈を援軍として派遣し、陸抗らを退却させた。司馬昭は羅憲に旧職を委ね、陵江将軍に任命し、万年亭侯に封じた。折りしも武陵郡の四県が呉に叛いたため、羅憲は武陵太守・巴東監軍となった。
泰始元年（265年）、西鄂県侯に封ぜられた。妻子を洛陽に住まわせ、子の羅襲は給事中に任命された。翌泰始2年（266年）に入朝し、冠軍将軍・仮節に昇進した。泰始4年（268年）、司馬炎（武帝）の詔に応じて陳寿を始め、常忌・杜軫・寿良・高軌・呂雅・許国・費恭・諸葛京・陳裕ら蜀漢の旧臣を推挙した。羅憲が推挙した者たちは、みな西晋に採り立てられた。羅憲の入朝後、呉の武陵太守孫恢が南浦に攻め込んできた。安蛮護軍で羅憲の参軍であった楊宗がこれを討ち敗走させた。これにより羅憲は楊宗を武陵太守にするように上表した。また任地に還って、南浦に駐屯し武陵蛮を呼応させて三県とその民を得た。呉の巫城も攻略し、呉を討つ策を進言した。
泰始6年（270年）に死去し、使持節・安南将軍を贈られ、西鄂侯に追封、烈侯と諡された。子の羅襲が父の私兵を受け継ぎ、陵江将軍となったが、早くに亡くなり、広漢太守を追贈された。孫の羅徽は、順陽内史となったが、永嘉5年（311年）、晋に反乱を起こした王如によって殺された。兄の牂牁郡太守である羅式の子羅尚は晋の散騎常侍・都督梁益二州諸軍事にまでのぼった。